# ذئب منغولي
الذئب التبتي (الاسم العلمي: Canis lupus chanco) ويعرف أيضاً بالذئب الأصوف لسماكة فروه، هو نويع آسيوي من الذئب الرمادي ينتشر في التبت ومنغوليا وشمال الصين وشبه القارة الهندية. يعتقد علماء التاريخ الطبيعي أن الذئب التبتي هو سلف الكلب المحلي استناداً على التشابه في صغر الحجم وتركيب عظم الفك السفلي. تذكر الإحصائيات أن الذئاب التبتية أكثر عرضة للقتل من قبل الإنسان من غيرها من اللواحم كالنمور والدببة والخنازير والفهود مجتمعة بسبب مهاجمتها بكثافة لقطعان الماشية والأطفال. يستخدم فروه السميك من قِبل البدو في منغوليا لغرض التدفئة.

## صور

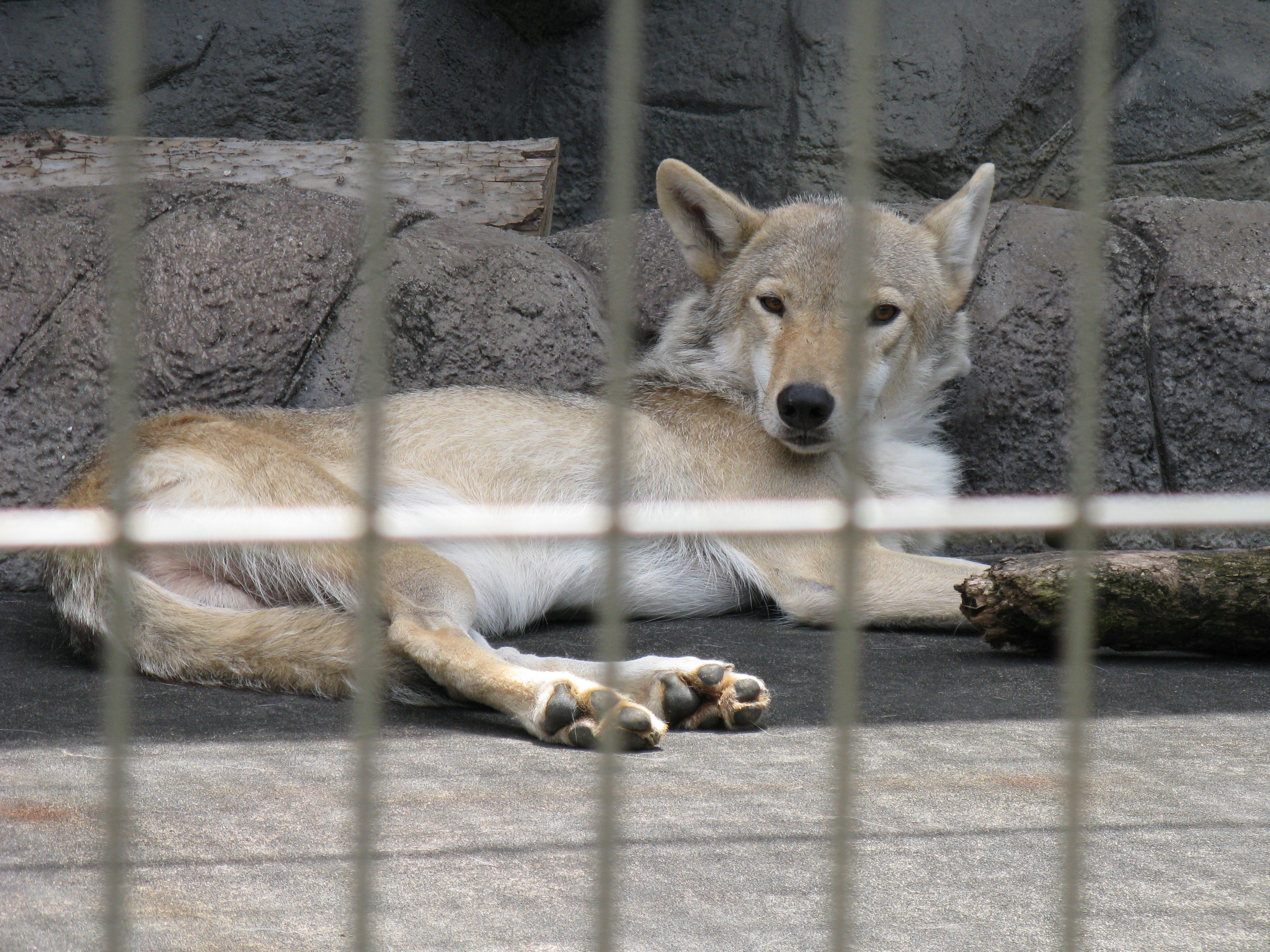
ذئب تبتي في حديقة حيوان أوساكا، اليابان
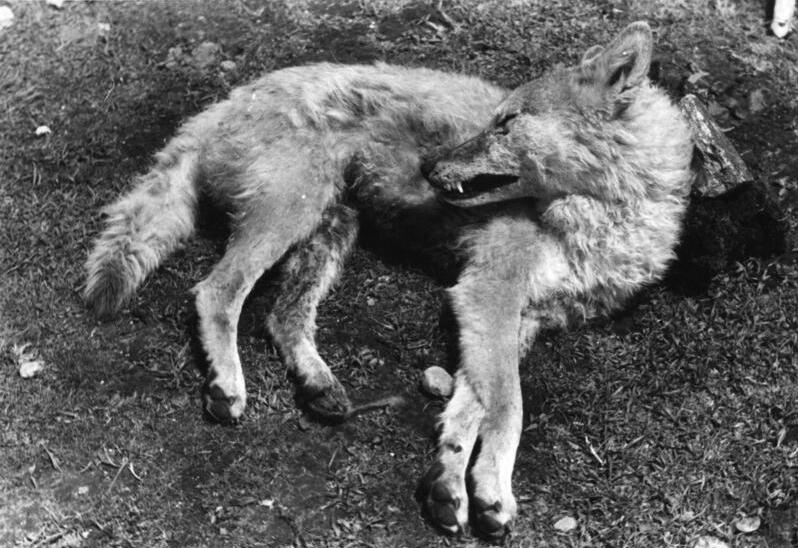
ذئب تبتي قتل في 1938. يلاحظ قصر ساقيه نسبياً كساق الكلب المحلي.